# Böyük Muruq
Böyük Muruq è un comune dell'Azerbaigian situato nel distretto di Qusar. Conta una popolazione di 552 abitanti.